# Vijf Voorschriften
De vijf voorschriften of pañca-sila (ongeveer uitgesproken als pantsjasiela) is de fundamentele ethische code van het boeddhisme, nageleefd door de leken-boeddhisten. De term pancasila komt uit het Pali en betekent "de Vijf Regels of Voorschriften van Deugdzaamheid".
Zoals alle aspecten van de boeddhistische Dhamma of leer worden de vijf voorschriften eerder gezien als iets logisch dan als afkomstig van het bovennatuurlijke. De vijf voorschriften worden gevolgd uit vrije wil, niet omdat ze wordt opgelegd door bovennatuurlijke of wereldlijke autoriteiten.
De vijf voorschriften luiden als volgt:
1. Ik houd mij aan het voorschrift om af te zien van het doden van levende wezens.
2. Ik houd mij aan het voorschrift om af te zien van het nemen van dat wat niet gegeven is.
3. Ik houd mij aan het voorschrift om af te zien van seksueel wangedrag.
4. Ik houd mij aan het voorschrift om af te zien van incorrect spreken.
5. Ik houd mij aan het voorschrift om af te zien van het gebruik van verdovende middelen als alcohol en drugs, die leiden tot onachtzaamheid.

Als iemand formeel boeddhist wordt, neemt hij zich in een kleine ceremonie voor om de vijf voorschriften na te volgen. Deze ceremonie wordt door een bhikkhu geleid. Als iemand een van de vijf voorschriften breekt en zich daarover schuldig voelt of graag zijn intentie opnieuw wil vastleggen, kan hij in een soortgelijke ceremonie de vijf voorschriften voor zichzelf herbevestigen.
Binnen het Tibetaans boeddhisme wordt door leken geen eed afgelegd en wordt er vaak gezegd, dat niet-monniken beter geen eed kunnen zweren, aangezien een eed breken erger is dan een eed niet afleggen.